# 泰勒曼作品目錄
泰勒曼作品目錄（德語：Telemann-Werke-Verzeichnis，縮寫為TWV）是格奥尔格·菲利普·泰勒曼的作品編號系統，由音樂學學者马丁·鲁克主編。如同巴哈作品目錄一般，這套泰勒曼目錄也是以曲種（曲類）去做排列，意即它不是一套編年系統，當中的編號也不必然意味著作曲時間的先後。

## 規則
此系統包括曲種的編號、調性，以及作品的序號。例如：
TWV 51:G9
上述編號是泰勒曼的G大調中提琴協奏曲，51專指獨奏協奏曲這一曲種，G表示這是一首G大調作品，最後的9則指同類型作品的第9首。

## 編號內容

### 30－9號
TWV 30：鍵盤賦格
TWV 31：眾贊前奏
TWV 32：鍵盤組曲
TWV 33：鍵盤幻想曲、奏鳴曲、協奏曲
TWV 34：鍵盤梅呂哀舞曲
TWV 35：其它鍵盤小品
TWV 36：手稿
TWV 37
TWV 39：魯特琴作品

### 40－5號
TWV 40：室內樂，不帶數字低音
- 十二首長笛幻想曲，TWV 40:2–13號
- 十二首小提琴幻想曲，TWV 40:14–25號
- 十二首维奥尔琴幻想曲，TWV 40:26–37
- 四首四小提協奏曲，TWV 40:201–4

TWV 41：一人室內樂，帶數字低音
TWV 42：二人室內樂，帶數字低音
TWV 43：三人室內樂，帶數字低音
TWV 44：四人室內樂（或以上），帶數字低音
TWV 45

### 50－5號
TWV 50：交響曲、嬉遊曲、進行曲
TWV 51：獨奏協奏曲
- G小調中提琴協奏曲，TWV 51:g1
- G大調中提琴協奏曲，TWV 51:G9

TWV 52：二項樂器的複協奏曲
- G大調雙中提琴協奏曲，TWV 52:G3

TWV 53：三項樂器的複協奏曲
TWV 54：四項樂器（或以上）的複協奏曲
TWV 55：組曲

## 泰勒曼人聲作品目錄
與TWV系統相仿的，還有由維爾納·門克（Werner Menke）主編的「泰勒曼人声作品目錄」（Telemann-Vokalwerke-Verzeichnis，縮寫為TVWV），用於人聲作品（神劇、清唱劇等）的編號。